# Ephydra riparia
Ephydra riparia är en tvåvingeart som beskrevs av Fallen 1813. Ephydra riparia ingår i släktet Ephydra och familjen vattenflugor. Arten är reproducerande i Sverige. Inga underarter finns listade i Catalogue of Life.